# NGC 6989
NGC 6989 – grupa gwiazd znajdująca się w gwiazdozbiorze Łabędzia, prawdopodobnie asteryzm. Znajduje się w północnej części mgławicy Ameryka Północna. Odkrył ją William Herschel 11 września 1790 roku.